# روتوروی اسکورپیون
روتوروی اسکورپیون (به انگلیسی: RotorWay Scorpion) یک بالگرد ساخت شرکت روتوروی هلیکاپتر بود. تولید این بالگرد در سال ۱۹۶۷ برای مصارف شخصی آغاز شد و تا سال ۱۹۸۴ ادامه یافت. این بالگرد به‌صورت کیت سی‌کی‌دی فروخته می‌شد و خریداران آنها را سرهم می‌کردند.

## مشخصات
منبع اطلاعات Jane's All The World's Aircraft 1976-77
مشخصات عمومی
- خدمه: ۱
- طول: 20 ft ۳½ in[۳] (6.18 m)
- قطر پروانه بالگرد: 24 ft 0 in (7.32 m)
- ارتفاع: 7 ft ۳½ in (2.22 m)
- دیسک: مساحت 452 ft2 (42.1 m2)
- ماهیواره: NACA 0015
- وزن خالی: 750 lb (340 kg)
- بیشینه وزن برخاست: 1,200 lb (544 kg)
- پیشرانه هواگرد: ۱× RotorWay RW133 4-cylinder horizontally opposed liquid-cooled piston engine, 133 hp[۴] (99 kW)  هرکدام

 عملکرد 
- سرعت پیمایش: 78 knots (90 mph, 145 km/h)
- برد: 104 nmi (120 mi, 193 km)
- برد ترابری: 156 nmi (180 mi, 290 km) auxiliary fuel
- سقف پروازی: 10,000 ft (3,050 m)
- نرخ اوج‌گیری: 800 ft/min (4.1 m/s)
- بارگیری دیسک: 2.65 lb/ft2 (12.9 kg/m2)
- Hovering ceiling (in ground effect): 5,500 ft (1,375 m)